# Cyananthus lobatus
Cyananthus lobatus là loài thực vật có hoa trong họ Hoa chuông. Loài này được Wall. ex Benth. mô tả khoa học đầu tiên năm 1836.